# Scotopteryx sinensis
Scotopteryx sinensis là một loài bướm đêm trong họ Geometridae.